# Las Gorei
Las Gorei (in somalo Laasqorey, in inglese Las Khorey, in arabo أجدابيا ovvero Lāsqoray) è una città portuale della Somalia situata nella regione di Sanag, è capoluogo dell'omonimo distretto.